# Championnats d'Afrique de tennis de table 2002
Navigation
Championnats d'Afrique 2000 Championnats d'Afrique 2004
Les championnats d'Afrique de tennis de table 2002 ont lieu du 8 au 15 juillet 2002 à Bizerte en Tunisie,.

## Médaillés
| Épreuves | Or                                         | Argent                               | Bronze  |
| -------- | ------------------------------------------ | ------------------------------------ | ------- |
| Hommes   |                                            |                                      |         |
| Simple   | Segun Toriola                              | Monday Merotohun (en)                |         |
| Simple   | Segun Toriola                              | Monday Merotohun (en)                |         |
| Double   | El-Sayed Lashin (en) Ahmed Saleh (en)      | Kazeem Nosiru (en) Segun Toriola     |         |
| Double   | El-Sayed Lashin (en) Ahmed Saleh (en)      | Kazeem Nosiru (en) Segun Toriola     |         |
| Équipe   | Égypte                                     | Nigeria                              | Tunisie |
| Équipe   | Égypte                                     | Nigeria                              | Algérie |
| Femmes   |                                            |                                      |         |
| Simple   | Olufunke Oshonaike                         | Cecilia Offiong (en)                 |         |
| Simple   | Olufunke Oshonaike                         | Cecilia Offiong (en)                 |         |
| Double   | Shaimaa Abdul-Aziz (en) Bacent Othman (en) | Cecilia Offiong (en) Dupe Yeye       |         |
| Double   | Shaimaa Abdul-Aziz (en) Bacent Othman (en) | Cecilia Offiong (en) Dupe Yeye       |         |
| Équipe   | Égypte                                     | Nigeria                              | Tunisie |
| Équipe   | Égypte                                     | Nigeria                              | Algérie |
| Mixte    |                                            |                                      |         |
| Double   | Segun Toriola Olufunke Oshonaike           | Kazeem Nosiru (en) Offiong Edem (en) |         |
| Double   | Segun Toriola Olufunke Oshonaike           | Kazeem Nosiru (en) Offiong Edem (en) |         |